# Werner Lorenz (Politiker, 1925)
Werner Lorenz (* 4. März 1925 in Dittersdorf, Landkreis Chemnitz) ist ein ehemaliger deutscher Politiker (SED). Er war Abgeordneter der Volkskammer der DDR und über 30 Jahre Staatssekretär im Ministerium für Volksbildung.

## Leben
Der Sohn eines selbständigen Malermeisters absolvierte nach dem Besuch der Volksschule von 1939 bis 1941 eine kaufmännische Lehre. Von 1941 bis 1942 arbeitete er als kaufmännischer Angestellter in einer Strumpffabrik in Einsiedel und von November 1942 bis Februar 1943 als Arbeitsmann im Reichsarbeitsdienst (RAD) in Liebau. Anschließend leistete er Kriegsdienst in der Wehrmacht und geriet im Mai 1945 als Obergefreiter in Bergen in britische Kriegsgefangenschaft. Während der Gefangenschaft, die er bis 1946 in Nordirland, Schottland und England verbrachte, arbeitete er als Transportarbeiter und Gärtner.
Im Dezember 1946 kehrte er nach Deutschland in die Sowjetische Besatzungszone zurück, trat im Januar 1947 in die SED ein und erhielt eine Ausbildung zum Neulehrer. Er arbeitete dann als Lehrer und Schulleiter in Einsiedel, Eibenberg und Annaberg. Im Jahr 1947 trat er dem FDGB, 1948 der FDJ, 1949 der Gesellschaft für Deutsch-Sowjetische Freundschaft (DSF) und 1950 dem Kulturbund der DDR bei. Von September 1950 bis August 1951 war er stellvertretender Kreisschulrat des Kreises Annaberg und von September 1951 bis Januar 1954 Kreisschulrat des Kreises Marienberg. Von Februar 1954 bis Dezember 1954 fungierte er als Bezirksschulrat und Leiter der Abteilung Volksbildung beim Rat des Bezirkes Karl-Marx-Stadt. Im Dezember 1954 wurde er als Nachfolger von Josef Zimmering Stellvertreter des Vorsitzenden des Rates des Bezirkes Karl-Marx-Stadt und Leiter der Abteilung Volksbildung und Kultur. Von 1954 bis 1958 war er Abgeordneter des Bezirkstages Karl-Marx-Stadt und von Mai 1955 bis Mai 1958 Sekretär für Kultur der SED-Bezirksleitung Karl-Marx-Stadt.
Vom 1. Juni 1958 bis November 1989 war er 31 Jahre Staatssekretär und Erster Stellvertreter des Ministers für Volksbildung der DDR unter den Ministern Fritz Lange, Alfred Lemmnitz und Margot Honecker (Nachfolger von Hans-Joachim Laabs). Gleichzeitig war er von November 1958 bis Dezember 1989 Abgeordneter der Volkskammer. Von 1958 bis 1967 gehörte er der Fraktion der SED und von 1967 bis 1989 der Fraktion des Kulturbundes an. Am 1. Dezember 1989 wurde auf der 13. Tagung der Volkskammer auf Antrag der Fraktion des Kulturbundes sein Abgeordnetenmandat aufgehoben.
Von September 1967 bis 1968 besuchte er die Parteihochschule der KPdSU in Moskau. Im Juni 1971 wurde er Kandidat und im April 1986 Mitglied des ZK der SED (bis Dezember 1989). Lorenz war Präsident des „Freundschaftskomitees DDR-Österreich“ der Liga für Völkerfreundschaft und ab 1967 Vorsitzender der „Parlamentarischen Freundschaftsgruppe DDR-Österreich“ in der Volkskammer.

## Auszeichnungen
- Carl-Friedrich-Wilhelm-Wander-Medaille in Silber
- Pestalozzi-Medaille für treue Dienste in Bronze
- 1961 Ehrentitel Verdienter Lehrer des Volkes
- 1964 Vaterländischer Verdienstorden in Silber und 1978 in Gold
- 1970 Orden Banner der Arbeit
- 1985 Ehrenspange zum Vaterländischen Verdienstorden in Gold